# 蕭齊行政區劃
蕭齊（479年—502年）的行政区划袭承东晋、刘宋，实行州、郡、县三级制。
州是第一级行政区。州的最高行政长官一般称刺史，授予权臣则改称牧。
郡是第二级行政区。郡的最高行政长官一般称太守，国都建康所在丹阳郡称丹阳尹，郡王的封地则改太守为内史，开国郡公的封地则改太守为相。
县是第三级行政区。县的最高行政长官一般称令（大县）或长（小县），开国县公、侯、伯、子、男的封地则改令、长为相。
南朝有大量的侨置州、郡、县，列表只列出实州、实郡、实县，以及辖有实郡的侨州，和辖有实县的侨郡。

## 行政區劃列表
| 州/郡名          | 治所                                           | 属郡/县 | 备注                                                       |
| ---------------- | ---------------------------------------------- | --- | ---------------------------------------------------------- |
| 扬州             | 治建康（今江苏省南京市）                       | 辖九郡，484年，宣城郡、淮南侨郡改属南豫州，南徐州義興郡来属，齐末義興郡又属南徐州 |                                                            |
| 丹楊尹           | 治建康（今江苏省南京市）                       | 建康县、秣陵县、丹阳县、溧阳县、永世县、湖熟县、江宁县、句容县 |                                                            |
| 會稽郡           | 治山阴（今浙江省绍兴市）                       | 山阴县、永兴县、上虞县、余姚县、诸暨县、剡县、鄞县、始宁县、句章县、鄮县 |                                                            |
| 吴郡             | 治吴县（今江苏省苏州市）                       | 吴县、娄县、海虞县、嘉兴县、海盐县、钱唐县、富阳县、盐官县、新城县、建德县、寿昌县、桐庐县 |                                                            |
| 吳興郡           | 治乌程（今浙江省湖州市）                       | 乌程县、武康县、余杭县、东迁县、长城县、於潜县、临安县、故鄣县、安吉县、原乡县 |                                                            |
| 東陽郡           | 治长山（今浙江省金华市）                       | 长山县、太末县、乌伤县、永康县、信安县、吴宁县、丰安县、定阳县、遂昌县 |                                                            |
| 新安郡           | 治始新（今浙江省淳安县新安江北岸）             | 始新县、黟县、遂安县、歙县、海宁县 | 493-494年太守改为內史                                      |
| 臨海郡           | 治章安（今浙江省临海市章安镇）                 | 章安县、临海县、宁海县、始丰县、乐安县 | 493-495年太守改为內史                                      |
| 永嘉郡           | 治永宁（今浙江省温州市）                       | 永宁县、安固县、松阳县、横阳县、乐成县 | 493-495年太守改为內史                                      |
| 義興郡           | 治阳羡（今江苏省宜兴市）                       | 阳羡县、临津县、国山县、义乡县、绥安县 | 原属南徐州，484年来属，齐末又属南徐州                      |
| 南徐州           | 治京口（今江苏省镇江市）                       | 辖实郡二：晋陵郡、義興郡，侨郡（有实县）二：南東海郡、南琅邪郡。484年后，義興郡一度改属扬州 |                                                            |
| 南東海郡         | 治京口（今江苏省镇江市）                       | （实县）：丹徒县、武进县 （侨县）：郯县、祝其县、贲县、利成县、西隰县 | 侨郡                                                       |
| 晋陵郡           | 治晋陵（今江苏省常州市）                       | 晋陵县、无锡县、延陵县、曲阿县、暨阳县、南沙县、海阳县 |                                                            |
| 南琅邪郡         | 治白下（今江苏省南京市北幕府山南麓）           | （实县）：江乘县 （侨县）：临沂县、兰陵县、承县（496年省）、谯县（480年置，483年来属） | 侨郡                                                       |
| 豫州             | 治睢阳（今安徽省寿县）                         | 齐初：辖实郡六：邊城左郡、南陈左郡、光城左郡、晋熙郡、弋陽郡、安丰郡，侨郡（有实县）一：南汝陰郡 480-484年：辖实郡六：光城左郡、晋熙郡、弋陽郡、安丰郡、歷陽郡、庐江郡，侨郡（有实县）一：南汝陰郡 484-486年：辖实郡四：光城左郡、晋熙郡、弋陽郡、安丰郡，侨郡（有实县）一：南汝陰郡 486-489年：辖实郡八：光城左郡、晋熙郡、弋陽郡、安丰郡、庐江郡、邊城郡、齊昌郡、建宁郡，侨郡（有实县）一：南汝陰郡 489-499年：辖实郡七：光城左郡、晋熙郡、弋陽郡、安丰郡、邊城郡、齊昌郡、建宁郡，侨郡（有实县）二：南汝陰郡、北新蔡郡 499-502年：辖实郡五：光城左郡、晋熙郡、弋陽郡、齊昌郡、建宁郡 |                                                            |
| 南汝陰郡         | 治汝陰（今安徽省合肥市西）                     | （实县）：南陈左县、 边水县 （侨县）：慎县、汝阴县、宋县、安阳县、和城县、南顿县、阳夏县、宋丘县、樊县、郑县、东宋县 | 侨郡，主官为內史，499年被北魏占领                          |
| 南陈左郡         | 治今安徽省寿县、合肥市之间                     | 赤官左县、蓼城左县 | 480年废除                                                  |
| 晉熙郡           | 治怀宁（今安徽省潜山县）                       | （实县）：怀宁县、新冶县、齐兴县、太湖左县，吕亭左县（480年改属庐江郡） （侨县）：阴安县、南楼烦县 | 486-494年、?-502年太守改为內史                             |
| 弋陽郡           | 治弋阳（今河南省潢川县西）                     | （实县）：弋阳县、期思县 （侨县）：南新息县、上蔡县、平舆县 |                                                            |
| 安豐郡           | 治安丰（今安徽省寿县西南）                     | 安丰县、松滋县（490年之前、498年之后属北新蔡郡）、新化县、扶阳县（二县497年置）、边城县、开化县、史水县、雩娄县（四县499年前由边城郡来属） | 499年被北魏占领                                            |
| 光城左郡         | 治光城（今河南省光山县）                       | 光城县、乐安县、茹由县 |                                                            |
| 邊城郡           | 治边城（今河南省商城县东）                     | 边城县、开化县、史水县、雩娄县 | 486年前属郢州，499年被北魏占领                             |
| 建宁郡           | 治建宁（今湖北省麻城市西南）                   | 建宁县、阳城县 | 齐初置，485年前属郢州                                      |
| 齊昌郡           | 治齊昌（今湖北省蕲春县西南）                   | 齐昌县、阳塘县、保城县、永兴县 | 482年置，485年前属郢州                                     |
| 南豫州           | 治姑熟（今安徽省当涂县）                       | 齐初：辖实郡三：歷陽郡、临江郡、庐江郡 480-484年：废除 484-486年：辖实郡四：宣城郡、歷陽郡、临江郡、庐江郡，侨郡（有实县）一：淮南郡 486-489年：辖实郡三：宣城郡、歷陽郡、临江郡，侨郡（有实县）一：淮南郡 489-502年：辖实郡四：宣城郡、歷陽郡、临江郡、庐江郡，侨郡（有实县）一：淮南郡 | 480-484年一度废置                                          |
| 淮南郡           | 治姑熟（今安徽省当涂县）                       | （实县）：于湖县 （侨县）：繁昌县、当涂县、浚遒县、定陵县、襄垣县 | 侨郡，484年之前属于扬州                                    |
| 宣城郡           | 治宛陵（今安徽省宣城市）                       | 广德县、怀安县、宛陵县、广阳县、石城县、临城县、宁国县、宣城县、建元县、泾县、安吴县 | 484年之前属于扬州，489-490、494年太守改为內史，494年改为相 |
| 歷陽郡           | 治歷陽（今安徽省和县）                         | （实县）：历阳县，乌江县、怀德县（二县原属臨江郡） （侨县）：龙亢县、雍丘县，酂县（酂县原属臨江郡） | 480-484年一度属豫州                                        |
| 臨江郡           | 治乌江（今安徽省和县东北）                     | （实县）：乌江县、怀德县 （侨县）：酂县 | 480年废除，并入歷陽郡，484年复置                           |
| 庐江郡           | 治舒县（今安徽省舒城县）                       | （实县）：舒县、灊县、始新县，吕亭左县（480年自晋熙郡来属） （侨县）：和城县、西华县、谯县 | 480-484、486-489年一度属豫州                               |
| 南兗州           | 治广陵（今江苏省扬州市西北蜀冈上）             | 辖实郡三，侨郡（有实县）一 |                                                            |
| 廣陵郡           | 治广陵（今江苏省扬州市西北蜀冈上）             | 海陵县、广陵县、高邮县、江都县、齐宁县（483年置） |                                                            |
| 海陵郡           | 治建陵（今江苏省泰州市东北）                   | （实县）：宁海县、如皋县、临江县、蒲涛县、临泽县、齐昌县（483年置） 、海安县（487年自新平郡来属） （侨县）：建陵县 |                                                            |
| 山陽郡           | 治山阳（今江苏省淮安市）                       | （实县）：东城县、山阳县、盐城县、左乡县 | 侨郡                                                       |
| 盱眙郡           | 治盱眙（今江苏省盱眙县都梁山东北）             | （实县）：盱眙县（490年前置）、阳城县、直渎县 （侨县）：长乐县、考城县 |                                                            |
| 北徐州           | 治燕县（今安徽省凤阳县东北临淮关）             | 辖三实郡 |                                                            |
| 钟离郡           | 治燕县（今安徽省凤阳县东北临淮关）             | （侨县）：燕县、朝歌县、虞县、零县 |                                                            |
| 馬頭郡           | 治马头城（今安徽省怀远县南淮河南岸）           | （侨县）：已吾县 |                                                            |
| 新昌郡           | 治顿丘（今安徽省滁州市）                       | （侨县）：顿丘县、谷熟县、尉氏县 |                                                            |
| 冀州             | 治郁洲（今江苏省连云港市东云台山）             | 辖有实县侨郡一 |                                                            |
| 北東海郡         | 治涟口（今江苏省涟水县）                       | （实县）：厚丘县 （侨县）：襄贲县、僮县、下邳县、曲城县 | 侨郡                                                       |
| 青州             | 治郁洲（今江苏省连云港市东云台山）             | 辖有实县侨郡一 |                                                            |
| 北海郡           | 治郁洲（今江苏省连云港市东云台山）             | （实县）：赣榆县 （侨县）：都昌县、广饶县、胶东县、剧县、下密县、平寿县 | 侨郡                                                       |
| 東莞琅邪二郡     | 治朐山（今江苏省连云港市海州区海州街道）       | （侨县）：即丘县、南东莞县、北东莞县 | 侨郡                                                       |
| 江州             | 治湓城（今江西省九江市）                       | 辖实郡九、有实县侨郡一 |                                                            |
| 寻阳郡           | 治柴桑（今江西省九江市西南）                   | 柴桑县、彭泽县 | 479-498年太守改为相                                        |
| 豫章郡           | 治南昌（今江西省南昌市）                       | 南昌县、新淦县、艾县、建城县、建昌县、望蔡县、新吴县、永修县、吴平县、康乐县、豫章县、丰城县 | 主官为內史                                                 |
| 臨川郡           | 治南城（今江西省南城县东南）                   | 南城县、临汝县、新建县、永城县、宜黄县、南丰县、东兴县、安浦县、西丰县 | 主官为內史                                                 |
| 庐陵郡           | 治石阳（今江西省吉水县东北）                   | 石阳县、西昌县、东昌县、吉阳县、巴丘县、兴平县、高昌县、阳丰县、遂兴县 | 482-502年太守改为內史                                      |
| 鄱阳郡           | 治鄱阳（今江西省鄱阳县）                       | 鄱阳县、余干县、葛阳县、乐安县、广晋县、上饶县 | 479-494、501-502年主官为內史，494-500年改为相              |
| 安成郡           | 治平都（今江西省安福县东南）                   | 平都县、新喻县、永新县、萍乡县、宜阳县、广兴县、安复县 | 主官为內史                                                 |
| 南康郡           | 治赣县（今江西省赣州市东北）                   | 赣县、雩都县、南野县、宁都县、平固县、陂阳县、南康县、虔化县、安远县（490年并入虔化县） | 479-490年太守改为相，490-500年改为內史                     |
| 南新蔡郡         | 治苞信（今湖北省黄梅县西南）                   | （实县）： 阳唐左县 （侨县）：慎县、苞信县、宋县 | 侨郡                                                       |
| 建安郡           | 治建安（今福建省建瓯市）                       | 吴兴县、建安县、将乐县、邵武县、建阳县、绥城县、沙村县 | 482-501年太守改为內史，501-502年改为相                     |
| 晋安郡           | 治候官（今福建省福州市）                       | 候官县、罗江县、原丰县、晋安县、温麻县 | 482-502年太守改为內史                                      |
| 廣州             | 治番禺（今广东省广州市）                       | 齐初辖郡十八，增置六，齐末共二十四郡 |                                                            |
| 南海郡           | 治番禺（今广东省广州市）                       | 番禺县、熙安县、博罗县、增城县、龙川县、怀化县、酉平县、绥宁县、高要县；新丰县、罗阳县、安远县、河源县（四县490年前增置） | 483-495年太守改为內史                                      |
| 東官郡           | 治安怀（今广东省惠东县梁化镇）                 | 安怀县、宝安县、海安县、欣乐县、海丰县、兴宁县；齐昌县、陆安县（二县490年前增置） |                                                            |
| 义安郡           | 治海阳（今广东省潮州市东北）                   | 海阳县、绥安县、海宁县、义招县、潮阳县、程乡县（490年前分海阳置） | 489-?年太守改为內史                                        |
| 新寧郡           | 治博林（今广东省高要市西南）                   | 博林县、南兴县、临沇县、甘泉县、威平县、单牒县、龙潭县、城阳县、威化县、归顺县、初兴县、抚纳县、平乡县、新成县（改新兴县为新成县） |                                                            |
| 苍梧郡           | 治广信（今广西梧州市）                         | 广信县、封兴县、遂城县、丁留县、怀熙县、猛陵县、荡康县、侨宁县、思安县，宁新县、抚宁县、广宁县（三县490年前增置）；广陵县、武化县（二县废除） |                                                            |
| 高涼郡           | 治安宁（今广东省阳江市西）                     | 安宁县、罗州县、莫阳县、西巩县、思平县、禽乡县、平定县 |                                                            |
| 永平郡           | 治夫宁（今广西藤县东北）                       | 夫宁县、安沂县、田叔安县、苏平县、毗平县、武林县、丰城县；卢平县、员乡县、逋宁县、雷乡县、开城县（五县490年前增置） |                                                            |
| 晉康郡           | 治元溪（今广东省德庆县东）                     | 元溪县、都城县、夫阮县、安遂县、晋化县、永始县、端溪县、宾江县、熙宁县、乐城县、武定县、悦城县、文招县；义立县、威城县（二县490年前增置） |                                                            |
| 新会郡           | 治今广东省江门市新会区北                       | 盆允县、新夷县、封平县、初宾县、封乐县、义宁县、新熙县、永昌县、始康县、招集县、始成县 |                                                            |
| 廣熙郡           | 治龙乡（今广东省罗定市东南）                   | 龙乡县、罗平县、宾化县、宁乡县、长化县、定昌县、永熙县、宝宁县 | 490年前增置                                                |
| 宋康郡           | 治广化（今广东省阳江市西）                     | 广化县、石门县、化隆县、遂度县、威覃县、单城县、开宁县、海邻县、绥定县；舆定县（490年前增置） |                                                            |
| 宋隆郡           | 治平兴（今广东省高要市东南）                   | 平兴县、招兴县、崇化县、建宁县、熙穆县、崇德县；初宁县（490年前改属齐建郡） |                                                            |
| 海昌郡           | 治宁化（今广东省高州市东北）                   | 宁化县、招怀县、永建县；始化县、新建县（二县490年前增置） |                                                            |
| 綏建郡           | 治新招（今广东省广宁县南绥江南岸）             | 新招县、四会县、化蒙县、化穆县；化注县（490年前增置）、绥南县（490年前改属齐乐郡） |                                                            |
| 樂昌郡           | 治始昌（今广东省四会市北）                     | 始昌县、乐山县、宋元县、义立县、安乐县 |                                                            |
| 鬱林郡           | 治布山（今广西桂平市西南古城）                 | 布山县、郁平县、阿林县、建安县、龙平县、宾平县、新林县、绥宁县、中胄县、领方县、怀安县、归化县、晋平县、威化县；始集县（490年前增置）；新邑县、建初县（480年改属齐宁郡） |                                                            |
| 桂林郡           | 治武熙（今广西柳州市西南）                     | 武熙县、中留县、程安县、威定县、安远县、龙定县；腾溪县、潭平县、龙冈县、临浦县、武丰县、潭中县、安化县（490年前增置）；阳平县（废除） |                                                            |
| 宁浦郡           | 治宁浦（今广西横县西南）                       | 安广县、简阳县、平山县、宁浦县、兴道县、吴安县 |                                                            |
| 晉興郡           | 治晋兴（今广西南宁市南）                       | 晋兴县、熙注县、桂林县、增翊县、安广县、广郁县、晋城县、郁阳县 |                                                            |
| 齊樂郡           | 治希平（今广东省连山壮族瑶族自治县北）         | 希平县、观宁县、臻安县、宋平县、绥南县、封陵县 | 490年前增置                                                |
| 齊康郡           | 治乐康（今广东省清远市）                       | 乐康县 | 490年前增置                                                |
| 齊建郡           | 治今广东省高要市东南                           | 初宁县、永城县 | 490年前增置                                                |
| 齊熙郡           | 治齐熙（今广西融水苗族自治县）                 | 齐熙县 | 490年前增置                                                |
| 黄水郡           | 治黄水（今广西罗城县西北）                     | 黄水县 | 齐新置                                                     |
| 交州             | 治龙编（今越南北宁省仙游东）                   | 辖郡九：交趾郡、九真郡、武平郡、新昌郡、九德郡、宋平郡；宋壽郡（480年自越州来属），齊安郡（498年自越州来属），义昌郡（500年新置） |                                                            |
| 九真郡           | 治移风（今越南清化省西北清化马江南岸）         | 移风县、胥浦县、松原县、高安县、建初县、常乐县、津梧县、军安县、吉庞县、武宁县 |                                                            |
| 武平郡           | 治武定（今越南永富省永福东南平州）             | 武定县、封溪县、平道县、武兴县、根宁县、南移县 |                                                            |
| 新昌郡           | 治范信（今越南永富省安朗县西夏雷乡）           | 范信县、嘉宁县、封山县、西道县、临西县、吴定县、新道县、晋化县 |                                                            |
| 九德郡           | 治九德（今越南义安省荣市）                     | 九德县、咸驩县、浦阳县、南陵县、都洨县、越常县、西安县 |                                                            |
| 交趾郡           | 治龙编（今越南北宁省仙游东）                   | 龙编县、武宁县、望海县、句漏县、吴兴县、西于县、朱緌县、南定县、曲易县、海平县、羸阝娄县 |                                                            |
| 宋平郡           | 治昌国（今越南河内）                           | 昌国县、义怀县、绥宁县 |                                                            |
| 宋壽郡           | 治今广西钦州市东北                             | （不详） | 480年前属于越州                                            |
| 义昌郡           | 治不详                                         | （不详） | 500年新置                                                  |
| 越州             | 治漳平（今广西合浦县东北旧州东）               | 齐初辖郡九；480年，宋壽郡改属交州，新置齐宁郡；488年，新置北流郡、吳春俚郡；490年前，新置定川郡、思筑郡、鹽田郡、陸川郡、越中郡、馬門郡、封山郡、高興郡；498年前，齐安郡来属，498年，齐安郡改属交州，齐末置齐康郡 |                                                            |
| 臨漳郡           | 治漳平（今广西合浦县东北旧州东）               | 漳平县、劳石县、容城县、长石县、都并县、缓端县（六县490年前增置），丹城县 |                                                            |
| 合浦郡           | 治合浦（今广西合浦县东北旧州）                 | 徐闻县、合浦县、朱卢县、新安县、晋始县、荡昌县，朱丰县、宋丰县、宋广县（三县490年前增置） |                                                            |
| 永寧郡           | 治今广东省电白县西北                           | 杜罗县、金安县、蒙县、廖简县、留城县（五县490年前增置） |                                                            |
| 百梁郡           | 治百梁县（今广西合浦县东北）                   | 百梁县、始昌县、宋西县（三县490年前增置） |                                                            |
| 安昌郡           | 治武桑（今广西合浦县北）                       | 武桑县、龙渊县、石秋县、抚林县（四县490年前增置） |                                                            |
| 南流郡           | 治方度（今广西玉林市）                         | 方度县（490年前增置） |                                                            |
| 北流郡           | 治今广西北流市                                 | （无） | 488年置                                                    |
| 龍蘇郡           | 治龙苏（今广西合浦县北苏村）                   | 龙苏县（490年前增置） |                                                            |
| 富昌郡           | 治不详                                         | 南立县、义立县、归明县（三县490年前增置） |                                                            |
| 高興郡           | 治高兴（今广东省化州市）                       | 宋和县、宁单县、高兴县、威成县、夫罗县、南安县、归安县、陈莲县、高城县、新建县（十县490年前增置） | 490年前置                                                  |
| 思筑郡           | 治不详                                         | （不详） | 490年前置                                                  |
| 鹽田郡           | 治杜同（今广西北海市东北咸田）                 | 杜同县（490年前增置） | 490年前置                                                  |
| 定川郡           | 治兴昌（今广西玉林市西南）                     | 兴昌县 | 490年前置                                                  |
| 陸川郡           | 治良国（今广西北流市东南陆靖）                 | 良国县 | 490年前置                                                  |
| 齊寧郡           | 治今广西容县、北流市、玉林市北                 | 开城县、新邑县、建初县（480年置），延海县（490年前增置） | 480年置                                                    |
| 越中郡           | 治不详                                         | （不详） | 490年前置                                                  |
| 馬門郡           | 治今广西博白县                                 | 钟吴县、田罗县、马陵县、思宁县 | 490年前置                                                  |
| 封山郡           | 治安金（今广西灵山县南安金镇）                 | 安金县 | 490年前置                                                  |
| 吳春俚郡         | 治不详                                         | （不详） | 488年置                                                    |
| 齊安郡           | 治今广东省恩平市北                             | 齐安县 | 490年前新置于交州，旋即改属越州，498年属交州，改名齐隆郡   |
| 齊康郡           | 治今广西钦州市东北                             | 齊康县 | 齐末置                                                     |
| 荊州             | 治江陵（今湖北省荆州市荆州区）                 | 辖八郡：南郡、南平郡、天門郡、宜都郡、汶陽郡、武寧郡，巴东郡、建平郡（二郡在480-483年属巴州） |                                                            |
| 南郡             | 治江陵（今湖北省荆州市荆州区）                 | 江陵县、华容县、枝江县、临沮县、编县、当阳县 | 479-493、497-498年太守改为內史                             |
| 南平郡           | 治孱陵（今湖北省公安县西南）                   | 孱陵县、作唐县、江安县、南安县 | 483-495年太守改为內史                                      |
| 天門郡           | 治澧阳（今湖南省石门县）                       | 零阳县、澧阳县、临澧县、溇中县 |                                                            |
| 宜都郡           | 治夷道（今湖北省枝江市）                       | 夷道县、佷山县、夷陵县、宜昌县 | 483-494年太守改为內史                                      |
| 汶陽郡           | 治高安（今湖北省远安县西北）                   | 僮阳县、沮阳县、高安县 |                                                            |
| 武寧郡           | 治乐乡（今湖北省荆门市）                       | 乐乡县、长林县 |                                                            |
| 巴东郡           | 治鱼复（今重庆市奉节县东北白帝城）             | 鱼复县、朐䏰县、南浦县、聂阳县、巴渠县、新浦县、汉丰县 | 488-490年太守改为內史，490-502年改为相；480-483年属巴州    |
| 建平郡           | 治巫县（今重庆市巫山县）                       | 巫县、秭归县、北井县、秦昌县、沙渠县、新乡县、归乡县 | 480-483年属巴州                                            |
| 河東郡           | 治不详                                         | （侨县）：闻喜县、松滋县、谯县、永安县 | 侨郡，486-498年太守改为內史                                |
| 郢州             | 治夏口城（今湖北省武汉市武昌区）               | 原辖五实郡：江夏郡、竟陵郡、武陵郡、巴陵郡、武昌郡，及侨郡西阳郡，后来先后增置齐昌郡、北遂安左郡、齐兴郡、边城郡、建宁郡、新平左郡、宜人左郡、方城左郡、北新陽郡、南新陽左郡、義安左郡、建安左郡，齐昌郡、边城郡、建宁郡改属豫州 |                                                            |
| 江夏郡           | 治夏口城（今湖北省武汉市武昌区）               | （实县）：沙阳县、蒲圻县、滠阳县、惠怀县、沌阳县 （侨县）：汝南县 | 481-500年太守改为內史                                      |
| 竟陵郡           | 治苌寿（今湖北省钟祥市）                       | 竟陵县、云杜县、霄城县、苌寿县、新市县、新阳县 | 482-499年太守改为內史                                      |
| 武陵郡           | 治临沅（今湖南省常德市）                       | 沅陵县、临沅县、辰阳县、酉阳县、沅南县、汉寿县、龙阳县、潕阳县、黚阳县，零陵县（490年前增置） | 主官为內史                                                 |
| 巴陵郡           | 治巴陵（今湖南省岳阳市）                       | 下隽县、州陵县、巴陵县、监利县 | 484-502年太守改为內史                                      |
| 武昌郡           | 治武昌（今湖北省鄂州市）                       | （实县）：武昌县、鄂县、阳新县，真阳县（485年后增置） （侨县）：义宁县 | 483-485年太守改为內史                                      |
| 西阳郡           | 治西阳（今湖北省黄冈市东南）                   | （实县）：西陵县、蕲阳县、义安左县、希水左县、东安左县、蕲水左县 （侨县）：西阳县、孝宁县、期思县 | 485-498年太守改为內史                                      |
| 齊興郡           | 治上蔡（今湖北省钟祥市北）                     | （实县）：绥怀县、齐康县、葺波县、绥平县、齐宁县 （侨县）：上蔡县 | 485年置                                                    |
| 方城左郡         | 治今湖北东部长江北岸                           | 城阳县、归义县 | 490年前置                                                  |
| 北新陽郡         | 治今湖北钟祥市、京山县一带                     | 西新阳县、安吉县、长宁县 | 490年前置                                                  |
| 義安左郡         | 治今湖北东部长江北岸                           | 绥安县 | 490年前置                                                  |
| 南新陽左郡       | 治今湖北钟祥市、京山县一带                     | 南新阳县、新兴县、北新阳县、角陵县、新安县 | 490年前置                                                  |
| 北遂安左郡       | 治今湖北东部长江北岸                           | 东城县、绥化县、富城县、南城县、新安县 | 485年前置                                                  |
| 新平左郡         | 治今湖北安陆市、应城市、京山县一带             | 平阳县、新市县、安城县 | 488年前置                                                  |
| 宜人左郡         | 治不详                                         | （不详） | 488年前置                                                  |
| 建安左郡         | 治今湖北京山县东南                             | 霄城县 | 490年前置                                                  |
| 司州             | 治平阳（今河南省信阳市）                       | 原辖：义阳郡（北义阳郡）、随阳郡（随郡），及侨郡安陆郡、南義陽郡，后来先后增置建宁左郡、安蠻左郡、永寧左郡、淮南侨郡、齐安郡、宋安左郡、東義陽左郡、東新安左郡、新城左郡、圍山左郡、北淮安左郡、南淮安左郡、北隨安左郡、東隨安左郡，建宁左郡改属郢州 |                                                            |
| 南義陽郡         | 治孝昌（今湖北省孝感市北）                     | （实县）：孝昌县、义昌县、南安县 （侨县）：平阳县、平舆县、平春县 | 490年前置三实县                                            |
| 北义阳郡         | 治平阳（今河南省信阳市）                       | 平阳县、义阳县、保城县、鄳县、钟武县、环水县，安昌县（491年前置） |                                                            |
| 安陸郡           | 侨治平阳                                       | （侨县）：安陆县、应城县、新市县、新阳县、宣化县 | 侨郡，482-499年太守改为內史                                |
| 隋郡             | 治随县（今湖北省随州市）                       | 随县、永阳县、阙西县，安化县（490年前置），西平林县（490年前置改属东新安郡） | 482-499年太守改为內史                                      |
| 齊安郡           | 治南安（今湖北省武汉市新洲区）                 | 齐安县、始安县、义城县、南安县、义昌县、义安县 | 490年前置                                                  |
| 淮南郡           | 治平氏（今河南省桐柏县西北平氏）               | 阁口县、平氏县（490年前置） | 侨郡                                                       |
| 宋安左郡         | 治乐宁（今河南省信阳市南）                     | 仰泽县、乐宁县、襄城县 | 490年前置                                                  |
| 安蠻左郡         | 治木兰（今湖北省武汉市黄陂区北姚家集）         | 木兰县、新化县、怀县、中聂阳县、南聂阳县、安蛮县 | 482年前置                                                  |
| 永寧左郡         | 治曲陵（今湖北省汉川市西北麻河镇）             | 中曲陵县、曲陵县、孝怀县、安德县 | 485年前置                                                  |
| 東義陽左郡       | 治今河南省信阳市南、湖北省广水市、大悟县一带   | 永宁县、革音县、威清县、永平县 | 490年前置                                                  |
| 東新安左郡       | 治今湖北省武汉市黄陂区、安陆市、孝感市一带     | 第五县、南平林县、始平县、始安县、平林县、义昌县、固城县、新化县、西平县 | 490年前置                                                  |
| 新城左郡         | 治今湖北省应城市、汉川市一带                   | 孝怀县、中曲县、南曲陵县、怀昌县 | 490年前置                                                  |
| 圍山左郡         | 治今湖北省应城市、汉川市一带                   | 及刺县、章平县、北曲县、洛阳县、围山县、曲陵县 | 490年前置                                                  |
| 北淮安左郡       | 约治今河南省信阳市西北                         | 高邑县 | 490年前置                                                  |
| 南淮安左郡       | 治慕化（今河南省信阳市西北）                   | 慕化县、柏源县 | 490年前置                                                  |
| 北隨安左郡       | 约治今湖北省随州市唐县镇                       | 济山县、油潘县 | 490年前置                                                  |
| 東隨安左郡       | 约治今湖北省广水市东北                         | 西随县、高城县、牢山县 | 490年前置                                                  |
| 雍州             | 治襄阳（今湖北省襄阳市）                       | 原辖四实郡：襄阳郡、南陽郡、新野郡、顺阳郡；七侨郡：始平郡、廣平郡、京兆郡、馮翊郡、扶风郡、河南郡、華山郡；后来先后增置齐安郡、齊康郡、招義郡；498年北魏占领南陽郡、新野郡、顺阳郡、齐安郡、齊康郡、招義郡、廣平郡、京兆郡、河南郡 |                                                            |
| 襄阳郡           | 治襄阳（今湖北省襄阳市）                       | 襄阳县、中庐县、邔县，建昌县（490年前置） | 479-483年太守改为相                                        |
| 南陽郡           | 治宛县（今河南省南阳市）                       | （实县）：宛县、涅阳县、冠军县、舞阴县、郦县、云阳县 （侨县）：许昌县 | 498年被北魏占领                                            |
| 新野郡           | 治新野（今河南省新野县）                       | （实县）：新野县、山都县、穰县、交木县，惠怀县（490年前置） （侨县）：池阳县 | 498年被北魏占领                                            |
| 始平郡           | 治武当（今湖北省丹江口市丹江镇北）             | （实县）：武当县 （侨县）：武阳县、始平县、平阳县 | 侨郡                                                       |
| 廣平郡           | 治廣平（今湖北省丹江口市东南）                 | （实县）：酂县、比阳县、阴县 （侨县）：广平县 | 侨郡，498年被北魏占领                                      |
| 京兆郡           | 治邓县（今湖北省襄阳市西北）                   | （实县）：邓县 （侨县）：新丰县、杜县、魏县 | 侨郡，498年被北魏占领                                      |
| 扶风郡           | 治筑阳（今湖北省谷城县东）                     | （实县）：筑阳县、汎阳县 （侨县）：郿县 | 侨郡                                                       |
| 馮翊郡           | 治鄀县（今湖北省宜城市东南）                   | （实县）：鄀县 （侨县）：莲勺县、高陆县 | 侨郡                                                       |
| 河南郡           | 治今河南省南阳市东南                           | （实县）：棘阳县、襄乡县 （侨县）：河南县、新城县、河阴县 | 侨郡，498年被北魏占领                                      |
| 華山郡           | 治华山（今湖北省宜城市）                       | （实县）：上黄县 （侨县）：蓝田县、华山县 | 侨郡                                                       |
| 順陽郡           | 治南乡（今河南省淅川县西南老城镇东南丹江水库） | （实县）：南乡县、丹水县、顺阳县 （侨县）：槐里县、清水县、郑县 | 498年被北魏占领                                            |
| 齊安郡           | 治今沔水之北                                   | （不详） | 498年被北魏占领                                            |
| 齊康郡           | 治今沔水之北                                   | （不详） | 498年被北魏占领                                            |
| 招義郡           | 治今沔水之北                                   | （不详） | 498年被北魏占领                                            |
| 西汝南北義陽二郡 | 治不详                                         | （不详） | 498年被北魏占领                                            |
| 平蠻府           | 治襄阳（今湖北省襄阳市）                       | 辖二十四郡，498年十一实郡与北义阳郡侨郡被北魏占领 |                                                            |
| 西新安郡         | 治不详                                         | 新安县、汎阳县、安化县、南安县 |                                                            |
| 義寧郡           | 治不详                                         | 筑县、义宁县、汎阳县、武当县、南阳县 |                                                            |
| 南襄郡           | 治新安（今湖北省南漳县）                       | 新安县、武昌县、建武县、武平县 |                                                            |
| 北建武郡         | 治不详                                         | 东苌秋县、霸县、北鄀县、高罗县、西苌秋县、平丘县 |                                                            |
| 蔡阳郡           | 治今湖北省枣阳市西南蔡阳铺                     | 乐安县、东蔡阳县、西蔡阳县、新化县、杨子县、新安县 |                                                            |
| 永安郡           | 治不详                                         | 东安乐县、新安县、西安乐县、劳泉县 |                                                            |
| 安定郡           | 治今湖北省南漳县西                             | 思归县、归化县、皋亭县、新安县、士汉县、士顷县 |                                                            |
| 懷化郡           | 治不详                                         | 怀化县、编县、遂城县、精阳县、新化县、遂宁县、新阳县 |                                                            |
| 武寧郡           | 治不详                                         | 新安县、武宁县、怀宁县、新城县、永宁县 |                                                            |
| 新陽郡           | 治不详                                         | 东平林县、头章县、新安县、朗城县、新市县、新阳县、武安县、西林县 |                                                            |
| 义安郡           | 治义安（今湖北省襄阳市西）                     | 郊乡县、东里县、永明县、山都县、义宁县、西里县、义安县、南锡县、义清县 |                                                            |
| 高安左郡         | 治不详                                         | 高安县、新集县 |                                                            |
| 義陽郡           | 治不详                                         | （不详） | 498年被北魏占领                                            |
| 南襄城郡         | 治隔城（今河南省桐柏县西北）                   | （不详） | 498年被北魏占领                                            |
| 廣昌郡           | 治今湖北省枣阳市                               | （不详） | 498年被北魏占领                                            |
| 東襄城郡         | 治不详                                         | （不详） | 498年被北魏占领                                            |
| 北襄城郡         | 治赭阳城（今河南省方城县东）                   | （不详） | 498年被北魏占领                                            |
| 懷安郡           | 治不详                                         | （不详） | 498年被北魏占领                                            |
| 弘農郡           | 治不详                                         | （不详） | 498年被北魏占领                                            |
| 西弘農郡         | 治不详                                         | （不详） | 498年被北魏占领                                            |
| 析陽郡           | 治今河南省西峡县                               | （不详） | 498年被北魏占领                                            |
| 漢廣郡           | 治今河南省南阳市南                             | （不详） | 498年被北魏占领                                            |
| 中襄城郡         | 治不详                                         | （不详） | 498年被北魏占领                                            |
| 湘州             | 治临湘（今湖南省长沙市）                       | 辖十一郡：实郡十、侨郡齐熙郡 |                                                            |
| 长沙郡           | 治临湘（今湖南省长沙市）                       | （实县）：临湘县、罗县、醴陵县、浏阳县、建宁县、吴昌县，攸县（490年前改属湘东郡），湘南县（490年前废） （侨县）：湘阴县 | 主官为內史                                                 |
| 衡阳郡           | 治湘西（今湖南省株洲市西南）                   | 湘西县、益阳县、湘乡县、新康县、衡山县，重安县（490年前改属湘东郡） | 479-494年、495-502年太守改为內史，494-495年改为相          |
| 桂阳郡           | 治郴县（今湖南省郴州市）                       | 郴县、临武县、南平县、耒阳县、晋宁县、汝城县 | 主官为內史                                                 |
| 零陵郡           | 治泉陵（今湖南省永州市）                       | 泉陵县、洮阳县、零陵县、祁阳县、观阳县、永昌县、应阳县 | 主官为內史                                                 |
| 永陽郡（营阳郡） | 治营浦（今湖南省道县东北）                     | 营道县、泠道县、营浦县、舂陵县 | ?-498年太守改为內史                                        |
| 湘东郡           | 治临蒸（今湖南省衡阳市）                       | 茶陵县、新宁县、阴山县、临蒸县，攸县、重安县（二县490年前来属） | 490-502年太守改为內史                                      |
| 邵陵郡           | 治邵陵（今湖南省邵阳市）                       | 都梁县、邵陵县、高平县、武刚县、建兴县、邵阳县、扶县 | 486-502年太守改为內史                                      |
| 始興郡           | 治曲江（今广东省韶关市南武水西岸）             | 曲江县、桂阳县、阳山县、含洭县、中宿县、浈阳县、始兴县，仁化县、令阶县、灵溪县（三县490年前置） | 刘宋称廣興郡，主官为內史                                   |
| 臨賀郡           | 治臨賀（今广西贺州市贺街镇）                   | 刘宋称臨庆国，489-498年太守改为內史 |                                                            |
| 始安郡           | 治始安（今广西桂林市）                         | 始安县、荔浦县、建陵左县、熙平县、永丰县、平乐县 | 主官为內史                                                 |
| 梁州             | 治南郑（今陕西省汉中市东）                     | 原辖十三郡，其后增设涪陵郡、齊興郡、东晋寿郡，又置弘農郡等四十四荒郡 |                                                            |
| 漢中郡           | 治南郑（今陕西省汉中市东）                     | （实县）：南郑县、城固县、沔阳县、西乡县 （侨县）：西上庸县 |                                                            |
| 魏興郡           | 治西城（今陕西省安康市西北汉江北岸）           | 西城县、旬阳县、兴晋县、广昌县、广城县、南广城县（490年前置，499年前废）、上廉县（490年前改属齐兴郡），锡县、郧乡县（二县489年改属齐兴郡） |                                                            |
| 南新城郡         | 治房陵（今湖北省房县）                         | 房陵县、绥阳县、昌魏县、祁乡县、阆阳县、乐平县 |                                                            |
| 上庸郡           | 治上庸（今湖北省竹山县西南）                   | （实县）：上庸县、武陵县、北巫县、微阳县，齐安县、上廉县、新丰县（三县490年前置），安富县（489年改属齐兴郡） （侨县）：新安县、吉阳县 |                                                            |
| 晋寿郡           | 治晋寿（今四川省广元市西南）                   | 晋寿县、邵欢县、白水县，兴安县（498年改属东晋寿郡） |                                                            |
| 新巴郡           | 治新巴（今四川省江油市雁门坝）                 | 新巴县、晋城县、晋安县 |                                                            |
| 北巴西郡         | 治阆中（今四川省阆中市）                       | 阆中县、安汉县、南国县、西国县、平周县、汉昌县，宋寿县（490年前置） |                                                            |
| 巴渠郡           | 治宣汉（今四川省达州市通川区）                 | 宣汉县、晋兴县、始兴县、巴渠县、东关县、始安县、下蒲县 |                                                            |
| 宋熙郡           | 治兴平（今四川省旺苍县西）                     | 兴平县、宋安县、阳安县、元寿县，嘉昌县（499年前废） |                                                            |
| 涪陵郡           | 治汉平（今重庆市涪陵区东南）                   | 汉平县、涪陵县、汉玫县 | 480-483年属巴州                                            |
| 安康郡           | 治安康（今陕西省石泉县池河西北、汉江东岸）     | （实县）：安康县 （侨县）：宁都县 |                                                            |
| 懷漢郡           | 治永丰（今四川省南充市、广元市一带）           | 永丰县、绥成县、预德县 |                                                            |
| 齊興郡           | 治郧乡（今湖北省郧县）                         | （实县）：郧乡县、锡县、安富县，齐兴县、安昌县（二县499年前废） （侨县）：略阳县 | 489年置                                                    |
| 东晋寿郡         | 治兴安（今四川省广元市）                       | 兴安县 | 498年置                                                    |
| 弘農郡           | 治不详                                         | （不详） | 490年前置                                                  |
| 東昌魏郡         | 治不详                                         | （不详） | 490年前置                                                  |
| 略阳郡           | 治不详                                         | （不详） | 490年前置                                                  |
| 北梓潼郡         | 治不详                                         | （不详） | 490年前置                                                  |
| 廣長郡           | 治今四川省广元市嘉陵江北岸广坪河口附近         | （不详） | 490年前置                                                  |
| 弎水郡           | 治不详                                         | （不详） | 490年前置                                                  |
| 思安郡           | 治不详                                         | （不详） | 490年前置                                                  |
| 宋昌郡           | 治不详                                         | （不详） | 490年前置                                                  |
| 建宁郡           | 治不详                                         | （不详） | 490年前置                                                  |
| 南泉郡           | 治不详                                         | （不详） | 490年前置                                                  |
| 三巴郡           | 治不详                                         | （不详） | 490年前置                                                  |
| 江陵郡           | 治不详                                         | （不详） | 490年前置                                                  |
| 懷化郡           | 治不详                                         | （不详） | 490年前置                                                  |
| 歸寧郡           | 治不详                                         | （不详） | 490年前置                                                  |
| 東楗郡           | 治不详                                         | （不详） | 490年前置                                                  |
| 宋康郡           | 治不详                                         | （不详） | 490年前置                                                  |
| 南漢郡           | 治不详                                         | （不详） | 490年前置                                                  |
| 南梓潼郡         | 治不详                                         | （不详） | 490年前置                                                  |
| 始寧郡           | 治不详                                         | （不详） | 490年前置                                                  |
| 江陽郡           | 治不详                                         | （不详） | 490年前置                                                  |
| 南部郡           | 治今四川省南部县                               | （不详） | 490年前置                                                  |
| 南安郡           | 治不详                                         | （不详） | 490年前置                                                  |
| 建安郡           | 治不详                                         | （不详） | 490年前置                                                  |
| 壽陽郡           | 治不详                                         | （不详） | 490年前置                                                  |
| 南陽郡           | 治不详                                         | （不详） | 490年前置                                                  |
| 宋寧郡           | 治不详                                         | （不详） | 490年前置                                                  |
| 歸化郡           | 治今四川省巴中市曾江镇                         | （不详） |                                                            |
| 始安郡           | 治不详                                         | （不详） | 490年前置                                                  |
| 平南郡           | 治今四川省南江县北巴山南麓                     | （不详） | 490年前置                                                  |
| 懷寧郡           | 治不详                                         | （不详） | 490年前置                                                  |
| 新興郡           | 治不详                                         | （不详） | 490年前置                                                  |
| 南平郡           | 治不详                                         | （不详） | 490年前置                                                  |
| 齊兆郡           | 治不详                                         | （不详） | 490年前置                                                  |
| 齊昌郡           | 治不详                                         | （不详） | 490年前置                                                  |
| 新化郡           | 治不详                                         | （不详） | 490年前置                                                  |
| 寧章郡           | 治不详                                         | （不详） | 490年前置                                                  |
| 鄰溪郡           | 治不详                                         | （不详） | 490年前置                                                  |
| 京兆郡           | 治不详                                         | （不详） | 490年前置                                                  |
| 義陽郡           | 治今四川省巴中市恩伯镇                         | （不详） | 490年前置                                                  |
| 歸復郡           | 治不详                                         | （不详） | 490年前置                                                  |
| 安寧郡           | 治今四川省南江县北巴山南麓                     | （不详） | 490年前置                                                  |
| 東宕渠郡         | 治不详                                         | （不详） | 490年前置                                                  |
| 宋安郡           | 治不详                                         | （不详） | 490年前置                                                  |
| 齊安郡           | 治不详                                         | （不详） | 490年前置                                                  |
| 北水郡           | 治今四川省巴中市附近                           | （不详） |                                                            |
| 益州             | 治成都（今四川省成都市）                       | 辖十三实郡：蜀郡、廣漢郡、晋原郡、汶山郡、東遂寧郡、西遂寧郡、犍為郡、梓潼郡、東江陽郡、巴郡、新城郡、越巂郡、沈黎郡，侨郡二：寧蜀郡、南陰平郡，后增置齊樂郡、北部都尉、甘松獠郡、始平獠郡、齊基郡、齊開左郡、齊通左郡 |                                                            |
| 蜀郡             | 治成都（今四川省成都市）                       | （实县）：成都县、郫县、牛鞞县、繁县 （侨县）：永昌县 | 489-495年太守改为內史                                      |
| 廣漢郡           | 治雒县（今四川省广汉市北）                     | 雒县、什方县、新都县、郪县、伍城县、阳泉县 | 489-495年太守改为內史                                      |
| 晋原郡           | 治江原（今四川省崇州市怀远镇）                 | 江原县、临邛县、枞阳县、晋乐县、汉嘉县 |                                                            |
| 寧蜀郡           | 治广都（今四川省双流县）                       | （实县）：广都县 （侨县）：广汉县、升迁县、垫江县 | 侨郡                                                       |
| 汶山郡           | 治都安（今四川省都江堰市东）                   | 都安县、𣺂官县，齐基县（490年前置，493年前改属齐基郡） |                                                            |
| 南陰平郡         | 治苌阳（今四川省德阳市西北）                   | （实县）：绵竹县 （侨县）：阴平县、南郑县、南长乐县 |                                                            |
| 東遂寧郡         | 治巴兴（今四川省蓬溪县）                       | 巴兴县、小汉县、晋兴县、德阳县 |                                                            |
| 西遂寧郡         | 治今四川省蓬溪县附近                           | （不详） |                                                            |
| 犍為郡           | 治僰道（今四川省宜宾市西南安边场）             | 僰道县、南安县、资中县、冶官县、武阳县 |                                                            |
| 巴西梓潼二郡     | 治涪县（今四川省绵阳市东）                     | 涪县、梓潼县、万安县、西浦县，汉德县、新兴县（二县490年前置） |                                                            |
| 東江陽郡         | 治汉安（今四川省泸州市纳溪区西南）             | 汉安县、绵水县，安乐县（490年前置） |                                                            |
| 巴郡             | 治江州（今重庆市）                             | 江州县、枳县、垫江县、临江县 | 480-483年属巴州                                            |
| 新城郡           | 治北五城（今四川省三台县）                     | （实县）：北五城县、怀归县 （侨县）：下辩县、略阳县、汉阳县、安定县 |                                                            |
| 北部都尉         | 治今四川省茂县西北                             | （不详） | 490年前置                                                  |
| 越巂獠郡         | 治今四川省西昌市东南                           | （不详） |                                                            |
| 沈黎獠郡         | 治今四川省汉源县东北                           | （不详） |                                                            |
| 甘松獠郡         | 治蚕陵（今四川省茂县北迭溪）                   | 蚕陵县 | 490年前置                                                  |
| 始平獠郡         | 治今四川省三台县西北花园                       | （不详） | 490年前置                                                  |
| 齊開左郡         | 治今四川省资中县西北                           | （不详） | 496年置                                                    |
| 齊通左郡         | 治今四川省眉山市                               | （不详） | 496年置                                                    |
| 齊樂郡           | 治齊樂（今四川省丹棱县附近）                   | 齊樂县 | 齐置                                                       |
| 齊基郡           | 治齊基（今四川省都江堰市徐家渡）               | 齊基县 | 493年前置                                                  |
| 寧州             | 治同乐（今云南省陆良县）                       | 辖十五郡：建宁郡、南廣郡、南朱提郡、南牂柯郡、梁水郡、建都郡、晋宁郡、雲南郡、西平郡、夜郎郡、東河陽郡、西河郡、平蠻郡、興古郡、興寧郡，后增置南犍為郡、平乐郡、益寧郡、西河陽郡、北朱提郡、宋昌郡、永昌郡、安寧郡、江阳郡、犍為郡、西益郡、永兴郡、永宁郡、東朱提郡、安上郡，废除平乐郡、宋昌郡 |                                                            |
| 建宁郡           | 治同乐（今云南省陆良县）                       | 同乐县、同濑县、牧麻县、新兴县、新定县、味县、同并县、万安县、昆泽县、漏江县、谈槁县、毋单县、存䣖县 |                                                            |
| 南廣郡           | 治南广（今四川省筠连县西南）                   | 南广县、常迁县、晋昌县、新兴县 |                                                            |
| 南朱提郡         | 治朱提（今云南省昭通市）                       | 朱提县、汉阳县、堂狼县、南秦县 |                                                            |
| 南牂柯郡         | 治且兰（今贵州省黄平县西南）                   | 且兰县、万寿县、毋敛县、晋乐县、丹南县，绥宁县（490年前置） |                                                            |
| 梁水郡           | 治梁水（今云南省开远市）                       | 梁水县、西随县、毋掇县、胜休县、新丰县、建安县、镡封县 |                                                            |
| 建都郡           | 治新安（今云南省武定县、禄劝县一带）           | 新安县、永丰县、绥云县、遂安县、麻雅县、临江县 |                                                            |
| 晉寧郡           | 治建伶（今云南省晋宁县）                       | 建伶县、连然县、滇池县、俞元县、谷昌县、秦臧县、双柏县 |                                                            |
| 雲南郡           | 治东古复（今云南省永胜县）                     | 东古复县、西古复县、云平县、邪龙县、雲南县 |                                                            |
| 西平郡           | 治西平（今广西西林县东南西平）                 | 西平县、暖江县、都阳县、晋绥县，西宁县、新城县（二县490前置） |                                                            |
| 夜郎郡           | 治夜郎（今贵州省关岭布依族苗族自治县西南）     | 夜郎县、谈柏县、谈乐县、广谈县 |                                                            |
| 東河陽郡         | 治东河阳（今云南省大理市凤仪镇）               | 楪榆县（490前改属西河陽郡），东河阳县 |                                                            |
| 西河郡           | 治比苏（今云南省大理市喜洲镇）                 | 比苏县、建安县、成昌县 |                                                            |
| 平蠻郡           | 治平蠻（今贵州省毕节市）                       | 平夷县、鄨县 |                                                            |
| 興古郡           | 治漏卧（今云南省文山壮族苗族自治州）           | 西中县、宛暖县、律高县、句町县、漏卧县、南兴县 |                                                            |
| 興寧郡           | 治青蛉（今云南省大姚县）                       | 青蛉县、弄栋县 |                                                            |
| 西河陽郡         | 治楪榆（今云南省大理市洱海西）                 | 楪榆县、新丰县、遂段县 | 490年前置                                                  |
| 平乐郡           | 治今云南省昆明市西                             | 益宁县（487年废）、安宁县（494年废） | 487年前置，494年废                                         |
| 北朱提郡         | 治今云南省永善县                               | 河阳县、义城县 | 490年前置                                                  |
| 宋昌郡           | 治今四川省屏山县                               | 安上县（496年废），江阳县、犍为县（二县494年废） | 490年前置，496年废                                         |
| 永昌郡           | 治永寿（今云南省耿马傣族佤族自治县）           | 永安县、永寿县、不韦县、犍𤧶县、雍乡县、西城县、博南县 | 490年前置                                                  |
| 益寧郡           | 治今云南省昆明市西                             | 武阳县、绵水县 | 487年置                                                    |
| 南犍為郡         | 约治今四川省宜宾市南                           | （不详） | 484年置                                                    |
| 西益郡           | 治不详                                         | （不详） | 494年置                                                    |
| 江陽郡           | 约治今四川省屏山县                             | （不详） | 494年置                                                    |
| 犍為郡           | 约治今四川省宜宾市南                           | （不详） | 494年置                                                    |
| 永興郡           | 治不详                                         | （不详） | 494年置                                                    |
| 永寧郡           | 约治今云南省中甸县                             | （不详） | 494年置                                                    |
| 安寧郡           | 约治今云南省安宁市                             | （不详） | 494年置                                                    |
| 東朱提郡         | 约治今贵州省水城县                             | （不详） | 494年置                                                    |
| 安上郡           | 约治今四川省屏山县                             | （不详） | 496年置                                                    |
| 巴州             | 治鱼复（今重庆市奉节县东北白帝城）             | 辖郡：巴东郡、建平郡、巴郡、涪陵郡四郡 | 480年置，483年废除                                         |